# Polokwane City Football Club
O Polokwane City Football Club é um clube de futebol sul-africano com sede em Polokwane, Limpopo. A equipe compete na Campeonato Sul-Africano de Futebol (PSL).

## História
O clube foi fundado em 2012 como continuação do clube Bay United F.C. como proprietários da família Mogaladi.